# Kōji Yada
Kōji Yada (矢田 耕司?, Yada Kōji; Tokyo, 15 aprile 1933 – Tokyo, 1º maggio 2014) è stato un attore e doppiatore giapponese. Era affiliato all'Aoni Production. Il suo nome alla nascita presentava kanji differenti,  (矢田 弘二?, Yada Kōji). È deceduto a causa di una malattia renale cronica il 1º maggio 2014.

## Ruoli doppiati

### Serie televisive anime
- 21 emon (Orion Masakazu)
- Angel Heart (Chin)
- Bakuhatsu Goro (Onimaru)
- I Cavalieri dello zodiaco (Libra Dohko)
- Crash B-Daman (Saionji Kurando)
- Dr. Slump & Arale remake (Tsuruten)
- Digimon Fusion Battles (Deckerdramon)
- Dragon Ball Z (Androide #20/Dr. Gero)
- Dragon Ball Kai (Dr. Gero)
- Detective Conan:Magic Kaito Special (Konosuke Jii)
- Dragon Ball GT (Dr. Gero)
- GeGeGe no Kitarou seconda serie (Konaki Jijii)
- Getter Robot (Daimajin Yura)
- Getter Robot G (Professor Grah)
- Ginga: Nagareboshi Gin (Sniper)
- Grand Prix e il campionissimo (Narratore)
- Il Grande Mazinger (Narratore, Generale Angoras)
- Hello! Lady Lynn (Headmaster)
- Hanbun no tsuki ga noboru sora (Yoshizou Tada)
- Jungle Kurobe (Padre di Shishi-otoko)
- Ken il guerriero (Colonnello, Hidora)
- Le favole della foresta (Bob)
- Lupin, l'incorreggibile Lupin (Bruce)
- Mazinga Z (Narratore, Professor Morimori, Pigman)
- Monster (Achmed Mustafa)
- One Piece (Zeff, Raoul)
- Time Patrol Rescueman (Sandoitchi)
- Uchū senkan Yamato serie (Generale Talon)
- Uomo Tigre II (Ichiro Furutachi)
- Wingman (Padre di Kenta)

### OAV
- I Cavalieri dello zodiaco - Saint Seiya - Hades Hades Chapter (Roshi)
- Fatal Fury: La leggenda del lupo famelico (Tung Fu rue)
- Ginga eiyū densetsu (Sebastion von Musel)

### Film
- Addio Yamato (Generale Talon)
- Counterattack! The Underground Space Choujins (Hydra Buuton)
- Dragon Ball Z: I tre Super Saiyan (Dr. Gero)
- Dragon Ball Z: Il più forte del mondo (Dr. Kochin)
- Ken il guerriero (Colonnello)
- Mazinga Z contro Devilman (Professor Nossori)

### Videogiochi
- Battle Arena Toshinden 3 (Nagisa Iwashiro)
- Brandish (Versione PC Engine) (voce aggiuntiva)
- BS Fire Emblem: Akaneia Senki (Boah, Dice, Bulzark)
- BS Zelda no Densetsu Inishie no Sekiban (Aginah)
- Clock Tower II: The Struggle Within (Philip Tate)
- Dead or Alive (Raidou)
- Dragon Ball Z: Super Butōden (Androide #20/Dr. Gero)
- Dragon Ball Z: Budokai (Androide #20/Dr. Gero)
- Dragon Ball Z: Budokai 2 (Androide #20/Dr. Gero)
- Dragon Ball Z: Supersonic Warriors (Androide #20/Dr. Gero)
- Dragon Ball Z: Budokai 3 (Androide #20/Dr. Gero)
- Dragon Ball Z: Budokai Tenkaichi (Androide #20/Dr. Gero)
- Dragon Ball Z: Budokai Tenkaichi 2 (Androide #20/Dr. Gero)
- Dragon Ball Z: Budokai Tenkaichi 3 (Androide #20/Dr. Gero)
- Dragon Ball: Raging Blast (Androide #20/Dr. Gero)
- Dragon Ball Z: Tenkaichi Tag Team (Androide #20/Dr. Gero)
- Dragon Ball: Raging Blast 2 (Androide #20/Dr. Gero)
- Dragon Ball Z: Ultimate Tenkaichi (Androide #20/Dr. Gero)
- Dragon Ball Z: Battle of Z (Androide #20/Dr. Gero)
- I Cavalieri dello zodiaco - Hades (Libra Dohko (vecchio))
- I Cavalieri dello zodiaco - Cronache di guerra (Libra Dohko (vecchio))
- JoJo's Bizarre Adventure: Phantom Blood (Dario Brando)
- Kessen II (Cao Bu)
- Kid Icarus: Uprising (Dyntos)
- Klonoa (videogioco 2008) (Nonno)
- Lunar: Eternal Blue (Blue Master Lunn)
- Ninja Gaiden 3 (Ashtear Higgins)
- One Piece: Unlimited Adventure (Zeff)
- One Piece: Pirate Warriors (Zeff)
- One Piece: Pirate Warriors 3 (Zeff)
- Uchū senkan Yamato: Harukanaru hoshi Isukandaru serie (Generale Talon)
- Saint Seiya: Soldiers' Soul (Libra Dohko (vecchio))
- Sands of Destruction (Golden Earth)
- Strider (Versione PC Engine) (Generale Mikiel)
- Super Robot Wars A Portable (Tekkouki)
- Super Robot Wars Z (Dr. Guller, Tekkouki, Dokuganki, Gyukenki)
- Trinity: Souls of Zill O'll (Zofor)
- Warriors: Legends of Troy (Narratore)
- Yakuza 4 (Yoshiharu Ueno)

### Tokusatsu
- Akumaizer 3 (voce di Iberu)
- Ultraseven (voci di Kuru Seijin e Airos Seijin)